# Ташлаксайська гребля
Ташлаксайська гребля – гідротехнічна споруда в Узбекистані.
Греблю спорудили в 1981 році у західному завершенні Гісарського хребта, на схилі одного з відрогів, який спускається до Шахрисабзької оази між долинами річок Акдар'я та Танхизидар'я (ліві притоки Кашкадар'ї). Споруда зведена у сточищі струмка Ташлаксай, втім, Ташлаксайське сховище відноситься до наливних та повинне отримувати основний ресурс за рахунок надходження води зі стороннього джерела, стік якого не перехоплений греблею. Таким джерелом виступає Танхизидар'я, від водозабору на якій по правобережжю тягнеться підвідний канал завдовжки біля дев'яти кілометрів.
В межах проекту звели однорідну земляну споруду висотою 32 метра та довжиною 940 метрів. Вона утримує сховище з площею поверхні 5,4 км2 та об’ємом 7 млн м3, з яких 6,7 млн м3 відносяться до корисного.
Основним призначенням греблі була іригація, при цьому планувалось зрошення 7 тисяч гектарів. Крім того, споруда виконувала селезахисну функцію.
Вже станом на другу половину 2000-х споруди Ташлаксайського гідровузла знаходились у поганому стані, через що він був виведений з експлуатації.